# (352333) Sylvievauclair
(352333) Sylvievauclair est un astéroïde de la ceinture principale.

## Description
(352333) Sylvievauclair est un astéroïde de la ceinture principale. Il fut découvert le 1er novembre 2007 à l’Observatoire d'Épendes par Peter Kocher. Il présente une orbite caractérisée par un demi-grand axe de 2,73 UA, une excentricité de 0,25 et une inclinaison de 10,1° par rapport à l'écliptique.